# Heidi N Closet
Heidi N Closet es el nombre artístico de Trevien Anthonie Cheek, una drag queen estadounidense de Ramseur, Carolina del Norte, más conocida por competir en la duodécima temporada de RuPaul's Drag Race, donde quedó sexta y ganó el premio Miss Simpatía. Regresó a la octava temporada de RuPaul's Drag Race: All Stars, pero decidió abandonar la competición antes de tiempo, citando su salud mental y bienestar como la razón de su retirada.

## Primeros años
Cheek se crio en Ramseur, Carolina del Norte. Su madre murió muy joven, y está separado de su padre. Fue criado por su abuela.

## Carrera
En 2014, poco después de cumplir 18 años, la hermana de Cheek le invitó a un espectáculo de drag en Winston-Salem, Carolina del Norte. Al ver su primer espectáculo drag, Cheek ha dicho: "Vi el glamour de poder hacer lo que quieras". Cheek dijo que su nombre drag "surgió de una broma. Empezó porque muchos hombres de mi ciudad no quieren entrar en el armario y siempre intentan conseguir mis golosinas y demás. Me dije: 'No hace falta esconderse en el armario'".
La participación de Cheek como miembro del elenco de la temporada 12 de RuPaul's Drag Race se anunció el 23 de enero de 2020. Es la tercera concursante del programa procedente de Carolina del Norte, tras Victoria "Porkchop" Parker (temporada 1) y Stacy Layne Matthews (temporada 3), y no se había presentado anteriormente al concurso. Heidi sufrió una reacción alérgica en su primer día de rodaje, pero terminó a salvo. Durante la competición, RuPaul expresó su desaprobación con su elección de nombre, declarando durante el episodio 10: "No sé si has oído la historia, pero ella vino aquí como Heidi N Closet. Rotten!" En cada episodio RuPaul se refiere a Heidi con diferentes nombres, incluyendo Heidi Ho, Heidi N Seeky, Heidi Hydrates, y Heidi Afrodite. A pesar de esto, Heidi reveló durante el episodio de reunión de la temporada 12 que había decidido mantener su nombre.
Heidi fue apodada el "corazón" de la temporada por Out. Durante la competición, se colocó entre las tres primeras en tres ocasiones, ganando un reto. También quedó entre las dos últimas en cuatro ocasiones. Las dos primeras veces sobrevivió al lip sync, enviando a casa a Nicky Doll y Brita respectivamente. La tercera vez que fue nominada, hizo el lip sync contra Jackie Cox, y ambas fueron salvadas por RuPaul en un doble shantay. Fue eliminada en el undécimo episodio, quedando sexta en la competición, tras perder su cuarta sincronización labial contra la ganadora final de la temporada, Jaida Essence Hall. Durante la final de la temporada, fue nombrada Miss Simpatía por votación de sus compañeros.
Cheek ha experimentado la pobreza extrema en su vida y su carrera, habiendo indicado que ganó 9.000 dólares el año antes de competir en Ru Paul's Drag Race, mientras trabajaba en una gasolinera. Al hablar en su programa Gap Chat, Heidi dijo: "Cuando fui a Drag Race, en realidad sólo tenía 33 centavos en mi cuenta bancaria el día que me presenté [...] Incluso sólo pagar las maletas para llegar allí fue estresante." Muchas reinas se unen al programa con la esperanza de que la experiencia les salga rentable, pero antes necesitan disponer de una importante cantidad de dinero por adelantado para pagar su aspecto. Cheek pidió prestado dinero a su novio y a sus amigos para los materiales, y luego cosió todos sus looks con sus drag sisters. La calidad de los looks salió a relucir durante la temporada en varios momentos, pero nunca se reconocieron abiertamente los diferentes puntos de partida financieros. El programa no da ninguna ayuda económica a los participantes, todos deben venir con sus disfraces y sólo se les compensa con unos cientos de dólares por episodio. Heidi relató la experiencia: "Estoy aquí sentada gastándome entre 4.000 y 5.000 dólares en todo. Mientras que algunas chicas se gastan 20, 30, 40, incluso 50.000 dólares en ropa [...] Sí, mi ropa no va a estar a la altura de sus trajes. Eso no va a pasar”.
Heidi N Closet compitió en la octava temporada de RuPaul's Drag Race: All Stars (2023). Decidió abandonar la competición antes de tiempo, autoeliminándose en el episodio 5 de la serie.

### Música
En febrero de 2021, lanzó un vídeo musical para su primer single, G.A.P, una parodia de "WAP", con su compañera de la duodécima temporada de RuPaul's Drag Race Widow Von'Du. En 2021, Cheek apareció en Tiger Queens: The Tiger King Musical, una parodia musical de TikTok de Tiger King, protagonizada por el tigre.

## Vida personal
Cheek es abiertamente gay y actualmente vive en Los Ángeles, California.

## Filmografía

### Cine
| Año  | Título                        | Papel        | Notas |
| ---- | ----------------------------- | ------------ | ----- |
| 2021 | The Bitch Who Stole Christmas | Gorge Intern |       |

### Televisión
| Año  | Título                                                | Papel      | Notas                            | Ref    |
| ---- | ----------------------------------------------------- | ---------- | -------------------------------- | ------ |
| 2020 | RuPaul's Drag Race (temporada 12)                     | Ella misma | Concursante (sexto luagr)        |        |
| 2020 | RuPaul's Drag Race: Untucked                          | Ella misma | Concursante                      |        |
| 2021 | RuPaul's Drag Race (temporada 13)                     | Ella misma | Invitada (2 episodios)           | [ 19 ] |
| 2021 | RuPaul's Drag Race: All Stars (temporada 6)           | Ella misma | "Lip Sync Assassin" (episodio 8) | [ 20 ] |
| 2021 | RuPaul's Drag Race: All Stars: Untucked (temporada 3) | Ella misma | "Lip Sync Assassin" (episodio 8) | [ 20 ] |
| 2023 | RuPaul's Drag Race: All Stars (temporada 8)           | Ella misma | Concursante                      | [ 21 ] |
| 2023 | RuPaul's Drag Race: All Stars: Untucked (temporada 5) | Ella misma | Concursante                      | [ 21 ] |
| 2023 | Drag Me to Dinner                                     | Ella misma | Hulu original                    | [ 22 ] |

### Vídeos musicales
| Año  | Título         | Artista            | Ref.   |
| ---- | -------------- | ------------------ | ------ |
| 2020 | "Always"       | Waze & Odyssey     | [ 23 ] |
| 2020 | "Gorgeois"     | Rigel Gemini       | [ 24 ] |
| 2020 | "STFUK"        | Salina EsTitties   | [ 25 ] |
| 2020 | "Fallen Angel" | Erasure            | [ 26 ] |
| 2021 | "G.A.P."       | Ella misma         | [ 16 ] |
| 2023 | "True Colors"  | Kylie Sonique Love | [ 27 ] |

### Series web
| Año  | Título                                            | Papel               | Notas                                               | Ref           |
| ---- | ------------------------------------------------- | ------------------- | --------------------------------------------------- | ------------- |
| 2020 | In Touch Weekly                                   | Él mismo            | Invitada                                            | [ 28 ]        |
| 2020 | Whatcha Packin'                                   | Él mismo            | Invitada                                            | [ 29 ]        |
| 2020 | Review with a Jew                                 | Él mismo            | Invitada                                            | [ 30 ]        |
| 2020 | The X Change Rate                                 | Él mismo            | Invitada                                            | [ 31 ]        |
| 2020 | Hey Qween                                         | Él mismo            | Invitada                                            | [ 32 ]        |
| 2020 | Countdown to the Crown                            | Él mismo/Ella misma | Invitada                                            | [ 33 ]        |
| 2020 | The Pit Stop                                      | Él mismo            | Invitada                                            | [ 34 ]        |
| 2020 | Gap Chat                                          | Él mismo            | Anfitriona                                          | [ 35 ]        |
| 2020 | RuPaul's Drag Race: Bring Back My Ghouls          | Él mismo            | Anfitriona                                          | [ 36 ]        |
| 2021 | That's a Gay Ass Podcast                          | Él mismo            | Podcast                                             | [ 37 ]        |
| 2021 | The Queerties Awards                              | Él mismo            | Anfitriona                                          | [ 38 ]        |
| 2021 | The Pit Stop                                      | Él mismo            | Invitada                                            | [ 39 ]        |
| 2021 | Drag Tots                                         | Judy Thorns         | Temporada 2                                         | [ 40 ]        |
| 2021 | The Awardist                                      | Él mismo            | Invitada                                            | [ 41 ]        |
| 2021 | Binge Queens                                      | Él mismo            | Invitada                                            | [ 42 ]        |
| 2021 | Out of the Closet                                 | Él mismo            | Invitada                                            | [ 43 ]        |
| 2022 | Muff Busters                                      | Él mismo            | original de WOWPresents+                            | [ 44 ]        |
| 2022 | Bring Back My Girls                               | Él mismo            | original de WOWPresents+                            | [ 45 ]        |
| 2022 | A Familiar Problem: Sprinkle’s Incredible Journey | Clapp               | episodio único de Critical Role                     | [ 46 ] [ 47 ] |
| 2022 | Tartan Around                                     | Herself             | Guest                                               | [ 48 ]        |
| 2023 | Meet the Queens                                   | Él mismo            | Especial autónomo de RuPaul’s Drag Race All Stars 8 | [ 49 ]        |
| 2023 | EW News Flash                                     | Él mismo            | Invitada                                            | [ 50 ]        |
| 2023 | BuzzFeed Celeb                                    | Él mismo            | Invitada                                            | [ 51 ]        |
| 2023 | React to TikTok Trends by Allure                  | Ella misma          | Invitada                                            | [ 52 ]        |

## Discografía

### Sencillos destacados
| Título | Año  | Álbum              |
| --- | ---- | ------------------ |
| "I'm That Bitch" (con el elenco de RuPaul's Drag Race temporada 12)                                               | 2020 | Sencillo sin álbum |
| "Madonna: The Unauthorized Rusical" (con el elenco de RuPaul's Drag Race temporada 12)                            | 2020 | Sencillo sin álbum |
| "The Shady Bunch" (con el elenco de RuPaul's Drag Race temporada 12)                                              | 2020 | Sencillo sin álbum |
| "Money, Success, Fame, Glamour" (Glam Rock version) (con el elenco de RuPaul's Drag Race: All Stars, temporada 8) | 2023 | Sencillo sin álbum |

## Títulos
| Competición                                                                                     | Título   | Año  |
| ----------------------------------------------------------------------------------------------- | -------- | ---- |
| North Carolina Entertainer of the Year F.I. Archivado el 9 de marzo de 2022 en Wayback Machine. | Ganadora | 2019 |
| RuPaul's Drag Race                                                                              | Miss C   | 2020 |

## Premios y nominaciones
| Año  | Premio         | Categoría   | Trabajo       | Resultado | Ref.          |
| ---- | -------------- | ----------- | ------------- | --------- | ------------- |
| 2022 | WOWIE Awards   | Best TikTok | Ella misma    | Nominada  | [ 56 ] [ 57 ] |
| 2023 | Queerty Awards | Podcast     | Hall & Closet | Nominada  | [ 58 ]        |